# 大水站
大水站是位于云南省石屏县大水的一个铁路车站，邮政编码662200。车站建于1936年，有蒙宝铁路经过该站，现仅办理货运，不办理客运业务，车站及其上下行区间均未电气化。车站距离蒙自站125公里，距离宝秀站18公里，隶属昆明铁路局，原为五等站。